# Johan Wilhelm Lyckholm

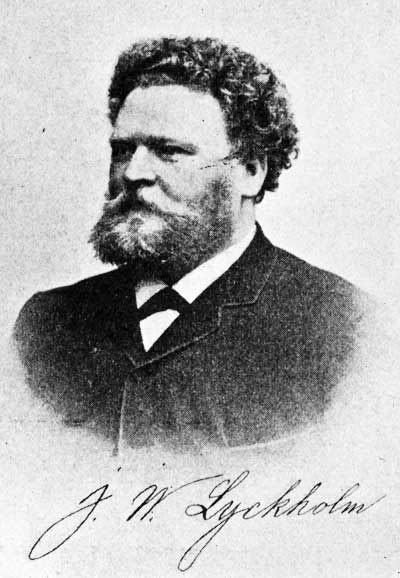
Johan Wilhelm Lyckholm (1846–1894)

Johan Wilhelm Lyckholm, född 21 februari 1846 i Sjögestads socken, Östergötlands län, död 5 maj 1894 i Örgryte församling, var en svensk bryggeriägare och riksdagsman.
Lyckholm kom som sextonåring till Göteborg och fick anställning på Emiliedals svagdricksbryggeri. Där befordrades han till bryggmästare och bokhållare. För att förkovra sig i yrket reste han 1871 till Kristiania där han verkade som bryggmästare i sju år, varefter han for till Tyskland för studier av bryggerinäringen. Då han återkom till Göteborg 1879, startade han med hjälp från sin förre arbetsgivare Wilhelmsdals stora brygger i Örgryte. Firmanamnet var J. W. Lyckholm & Co och Lyckholms bryggerier blev en stor framgång.  
Han var ledamot av kommunalfullmäktige i Örgryte landskommun och även ledamot av andra kammaren. 
Innehavare av den stora bryggerifirman J. W. Lyckholm & Co i Göteborg var sedan 1894 brodern Melcher Lyckholm. Bröderna Lyckholm är begravda på Sjögestads kyrkogård.